# Дания на летних Олимпийских играх 1984
Дания принимала участие в Летних Олимпийских играх 1984 года в Лос-Анджелесе (США) в девятнадцатый раз за свою историю, и завоевала три серебряные и три бронзовые медали. Сборную страны представляли 60 участников, из которых 11 женщин.

## Серебро
- Каноэ, мужчины — Хеннинг Люнге Якобсен.
- Стрельба, мужчины — Ole Riber Rasmussen.
- Конный спорт — Анне Йенсен.

## Бронза
- Каноэ, мужчины — Хеннинг Люнге Якобсен.
- Гребля, мужчины — Erik Christiansen, Michael Jessen, Lars Nielsen и Per Rasmussen.
- Гребля, женщины — Ханне Эриксен, Биргитте Ханель, Лотте Коэфоэд, Бодиль Расмуссен и Йетте Сёренсен.